# 下中弥三郎
下中 弥三郎（しもなか やさぶろう、1878年6月12日 - 1961年2月21日）は、平凡社の創業者、教員組合の創始者、また労働運動や農民運動の指導者。下中芳岳ともいう。

## 生涯
1878年6月12日、兵庫県多紀郡今田村（現・丹波篠山市）に生まれ、幼くして父を亡くし陶工となる。1898年、神戸市雲中小学校の代用教員となり、小学校準教員検定試験に合格。1902年に上京、『児童新聞』や『婦女新聞』の編輯に携わる。1910年に中等教員検定試験教育科に合格し、1911年 - 1918年、埼玉県師範学校の嘱託教師となる。農本主義の影響を受け、1919年（大正8年）、啓明会を結成（翌1920年に日本教員組合啓明会と改称）。学習権、教育委員会制度、教員組合結成の促進を要求した「教育改造の四綱領」を発表。1923年（大正12年）、「教育の世紀社」を創立。1924年、「池袋児童の村小学校」の設立に協力する。その間、1914年には『ポケット顧問 や、此は便利だ』を発売するために平凡社を創設、1931年 - 1935年には『大百科事典』を出版して一躍「事典」出版社として著名になる。
1930年頃（昭和5年）頃から国家主義（国家社会主義）の立場に立ち、1932年（昭和7年）に設立された日本国家社会主義学盟の顧問に就任。同年5月29日には赤松克麿らと国民日本党の結党に向けた最終調整を行ったが、政策や役員をめぐり下中と赤松の派閥に分裂新日本国民同盟が結成された。また、後に日本革新党などを創設。1940年（昭和15年）には大政翼賛会の発足に協力、大日本興亜同盟の役員となる。
敗戦後、公職追放。超古代史観の犬塚惟重が会長・友人のオカルティスト三浦関造が副会長の日猶懇話会の名誉会長を務め、仲木貞一、小笠原孝次、山根キクといった偽史関係者が集った。1951年（昭和26年）、追放解除とともに再び平凡社社長に復帰。1955年（昭和30年）、世界平和アピール七人委員会を結成。1955年 - 1959年、『世界大百科事典』を出版。1957年（昭和32年）、日本書籍出版協会初代会長。晩年は平和運動や世界連邦運動を推進した。1961（昭和36）年、ケネディ大統領に世界平和についての要望書を送り、返信の書簡を受け取ったその夜に死去。82歳没。

## 年譜
- 1878年6月12日 - 兵庫県多紀郡今田村（現・丹波篠山市）に生まれる。
- 1888年 - 小学校前期3年を修了。
- 1898年 - 神戸市雲中小学校の代用教員となる。秋、小学校準教員検定試験に合格。
- 1902年 - 退職後に上京。5月、小栗栖香平と『児童新聞』を創刊。
- 1905年 - 『婦女新聞』の記者を兼ねる。夏、日本女子美術学校の講師となる。
- 1910年12月 - 中等教員教育科の検定試験に合格。
- 1911年 - 埼玉県師範学校の嘱託教師となる。（~1918年）
- 1914年4月 - 平凡社を創業。『ポケット顧問 や、此は便利だ』を出版。
- 1919年8月 - 啓明会を結成。（翌年、日本教員組合啓明会に改称。）学習権の確立、教育委員会制度、教員組合結成の促進をふくむ「教育改造の四綱領」を発表。10月、機関紙『啓明』を創刊。12月、「文化学会」（島中雄三主宰）に参加。
- 1920年 - 第1回メーデーに参加し代表演説をする。
- 1921年11月 - ロシア飢饉同情労働会議を結成（松岡駒吉と）。
- 1922年2月 - 『労働週報』を創刊。
- 1923年 - 『万人労働の教育』刊行。野口援太郎らと「教育の世紀社」を結成。
- 1924年 - 教育の世紀社を母体に、児童中心主義の「児童の村小学校」を開校（~1936年）
- 1925年 - 石川三四郎らと農民自治会を結成。
- 1931〜35年 - 『大百科事典』26巻『補遺』1巻『索引』1巻を刊行。
- 1931年11月25日 - 満川亀太郎（一新社）、杉田省吾・佐々井一晃、高橋忠作（行地会関係者）らと経済問題研究会を組織。以後、政党組織運動に進む。
- 1932年1月25日 - 日本国民社会党準備会を結成。5月12日、赤松克麿らの国家社会主義新党準備会との合同を提議し、新党結成総合準備会が成立。5月29日の国民日本党結成を画策する。結党式直前に赤松派と決裂し、同日に日本国民社会党準備会を解体し、新日本国民同盟を結成。下中は本部委員長となる。
- 1940年 - 大政翼賛会の発足に協力。大日本興亜同盟の役員。敗戦後、公職追放。
- 1951年 - 追放解除。再び平凡社社長に復帰。世界連邦運動に力を入れる。
- 1955年 - 世界平和アピール七人委員会を結成。
- 1955~59年 - 『世界大百科事典』。1959年、『世界大百科事典』により第13回毎日出版文化賞特別賞を受賞。
- 1957年 - 日本書籍出版協会初代会長。
- 1961年2月21日、82歳没。

## 著書
編集物は多数に上るため、著書を中心としたものに限る。
- 『小学校に於ける国語』（下中弥三郎, 1901年）NDLJP:812221
- 『西郷隆盛伝』（内外出版協会, 1912年）NDLJP:781408
- 『教育再造』（啓明会, 1920年）
- 『万人労働の教育』（内外出版, 1923年。『内外教育叢書』第6巻）
- 『ポケット顧問 や、此は便利だ』（増補改版, 平凡社, 1923年。大増補改版, 1929年）
- 『非政党同盟の主張および綱領』（啓明会, 1925年。『啓明パンフレット』第2冊）
- 『西郷隆盛』（万世閣, 1925年）
- 『土の国史 わが国土地問題の一考察』（啓明会, 1926年。『啓明パンフレット』11冊）
- 『万人労働の哲学 生存権の根本的理論的研究』（1927年, 『啓明パンフレツト』）
- 『再建の原則と天皇政治の本義』（国民思想研究所, 1932年）
- 『維新を語る』（平凡社, 1934年）
- 『皇国経済の原則』（皇国経済研究所, 1935年）
- 『百科事典の知識』（平凡社, 1935年）
- 『世界維新への道』（維新社, 1936年）
- 『皇国教学の大本』（国策産業協会, 1937年）
- 『すめらみこと信仰』（国策産業協会, 1937年）
- 『大西郷正伝』第1〜3巻（平凡社, 1939-40年）
- 『神武天皇』（平凡社, 1940年）
- 『維新を語る』上（補再版, 平凡社, 1941年）
- 『時局を語る』（訂, 昭和図書, 1941年）
- 『総力戦教育』（昭和図書, 1941年）
- 『われ等斯く主張す』（東亜民族文化協会, 1941年。『パンフレツト』第7輯）
- 『思想戦の本義』（日本精神文化研究所, 1943年。『研究報告』第1輯）
- 『思想戦を語る』（泉書房, 1944年）
- 『維新を語る』（日本書房, 1953年）
- 『翼賛国民運動史』（翼賛運動史刊行会, 1954年）
- 『世界連邦』（元々社, 1954年。『民族教養新書』）
- 『クロ船と“灰"』（独立評論社, 1954年）
- 『下中弥三郎遺歌選集』（大西雅雄選, 下中弥三郎伝刊行会, 1962年）
- 『世界平和アピール七人委員会十五年の歩み』（世界平和アピール七人委員会十五年の歩み事務局, 1970年）
- 『万人労働の教育 下中彌三郎教育論集』（平凡社, 1974年）